# Pietro Francesco Visconti
Pietro Francesco Visconti (... – Milano, 1484) è stato un condottiero italiano, signore di Basaluzzo e di Castelspina (Alessandria), dal 1467, conferma, con il fratello primogenito,  Sagramoro II delle signorie di Brignano, di Pagazzano e 
di Castel Rozzone (Bergamo), nel 1470, 1°conte del castello di Tornora e feudo di Saliceto (Piacenza), dal 1477, infeudato delle signorie di Corniglio con Beduzzo, Pugnetolo e Roccaferrara (Parma) già feudi dei Rossi di San Secondo.

## Biografia
Era figlio di Leonardo Visconti (?-1414), signore di Brignano e di Pagazzano, e di Margherita Caimi.
Nel 1465 era al servizio degli Sforza, quando venne scelto per soccorrere il re di Francia Luigi Xi, impegnato contro una rivolta di nobili, guidata da Carlo I di Borgogna. Eletto nel 1472 consigliere ducale, nel 1476 fu ambasciatore degli Sforza presso il nuovo duca di Borgogna Carlo I e accompagnò in Piemonte il duca di Milano Gian Galeazzo Maria Sforza in aiuto del giovane duca di Savoia Filiberto I, minacciato da Carlo I di Borgogna. Nel 1477 il duca di Milano investì Pietro Francesco del titolo di conte di Saliceto. Con la sollevazione dei Genovesi verso il duca Galeazzo Maria Sforza, il Visconti fu inviato contro di loro, ma rimase sconfitto da Prospero Adorno. Nel 1472 partecipò alle battaglie contro la Repubblica di Venezia e contro i Rossi di San Secondo, divenendo nel contempo proprietario del castello di Corniglio. Nel 1478 comandò le truppe milanesi pesantemente sconfitte dai confederati nella battaglia di Giornico.
Morì nel 1484.

## Discendenza
Sposò in prime nozze Angela Martinengo, dalla quale ebbe quattro figli:
- Ippolita, sposò Giovanni Gallarati
- Leonardo, condottiero
- Orsola, sposò Obizzino Caccia
- Giambattista, militare

Sposò in seconde nozze Eufrosina Barbavara, del Conte di Val Sesia e di Pietre Zumelle, dalla quale ebbe quattro figli:
- Beatrice, sposò Donato da Carcano
- Alfonso (?-1520), condottiero, sposò Antonia Gonzaga
- Margherita, sposò, nel 1474, il Cavaliere Giacomo Antonio Pallavicino del ramo di Scipione, consignore di Specchio,(Solignano di Parma), Vice Duca di Bari, (figlio di Giovanni Pallavicino + nel 1478, Marchese di Scipione, Comandante supremo dell'esercito ducale di Milano, e di Lucia Boiardo di Matteo Maria, Conte di Scandiano) fú madre di Ippolita Pallavicino, madre, a sua volta, di Francesco Bernardino II Visconti di Brignano (+ nel 1572)
- Caterina, sposò Carlo Barbiano, conte di Belgioioso

## Galleria d'immagini

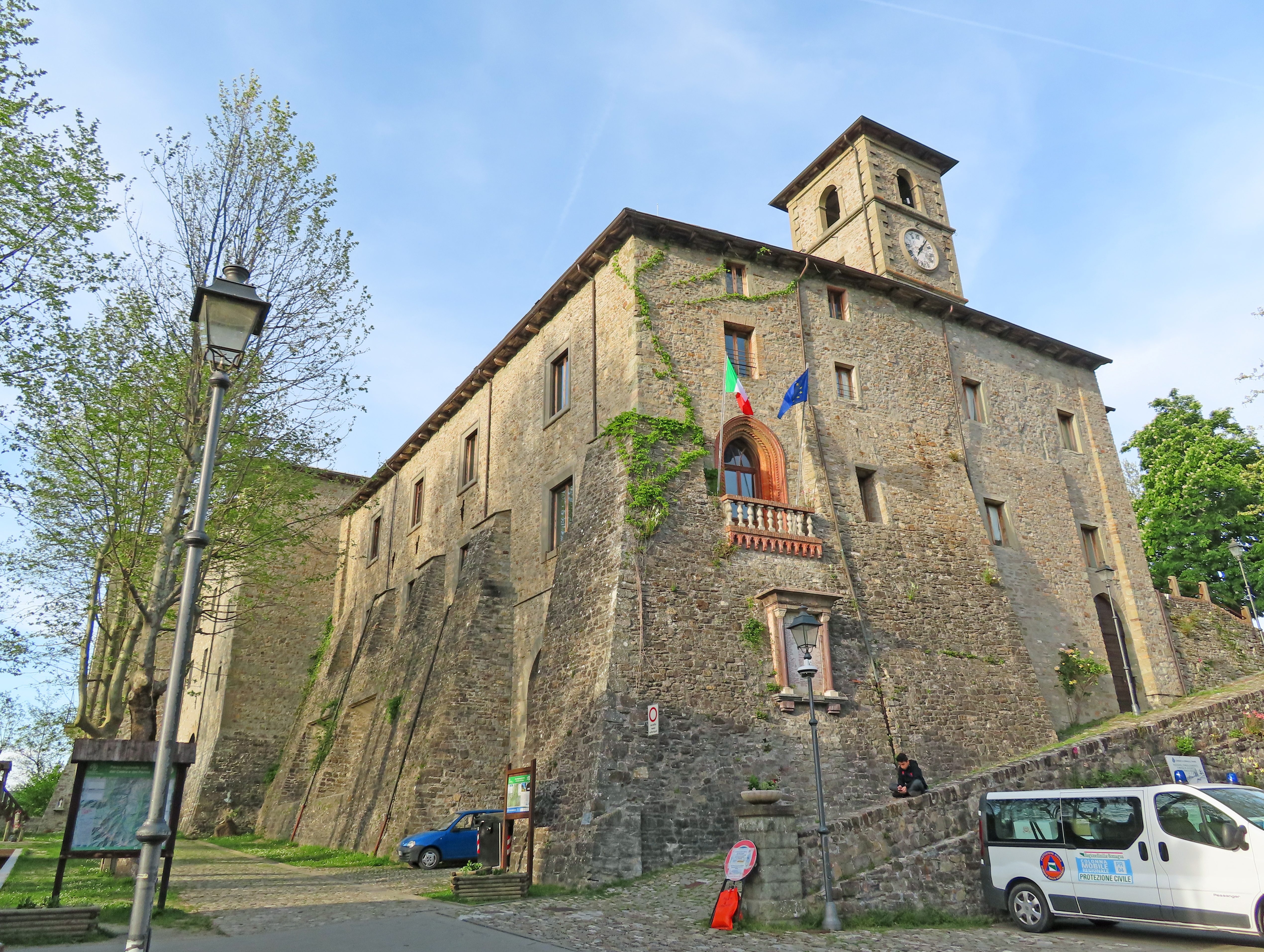
Castello di Corniglio
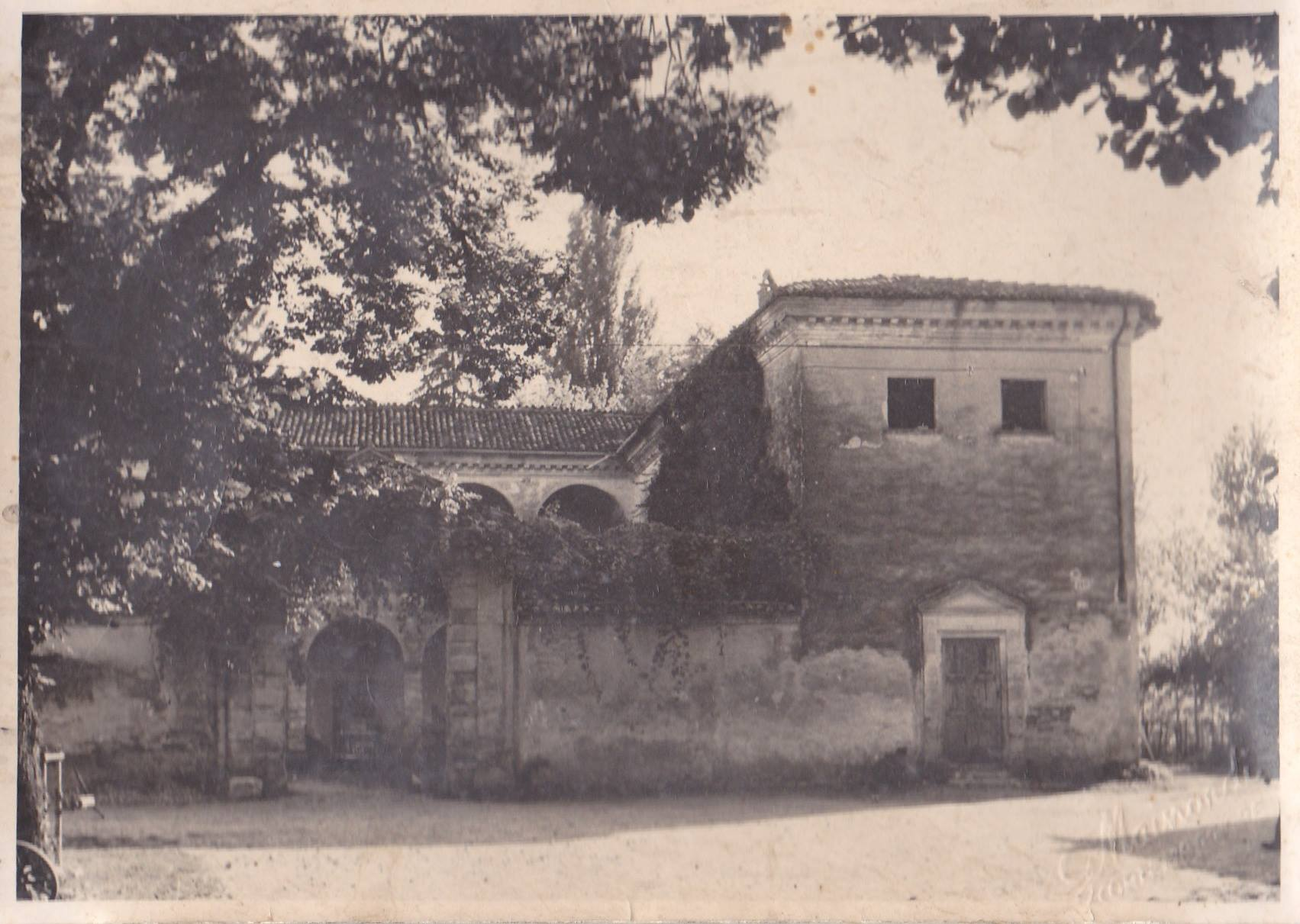
Villa Visconti (Cadeo) a metà del Novecento
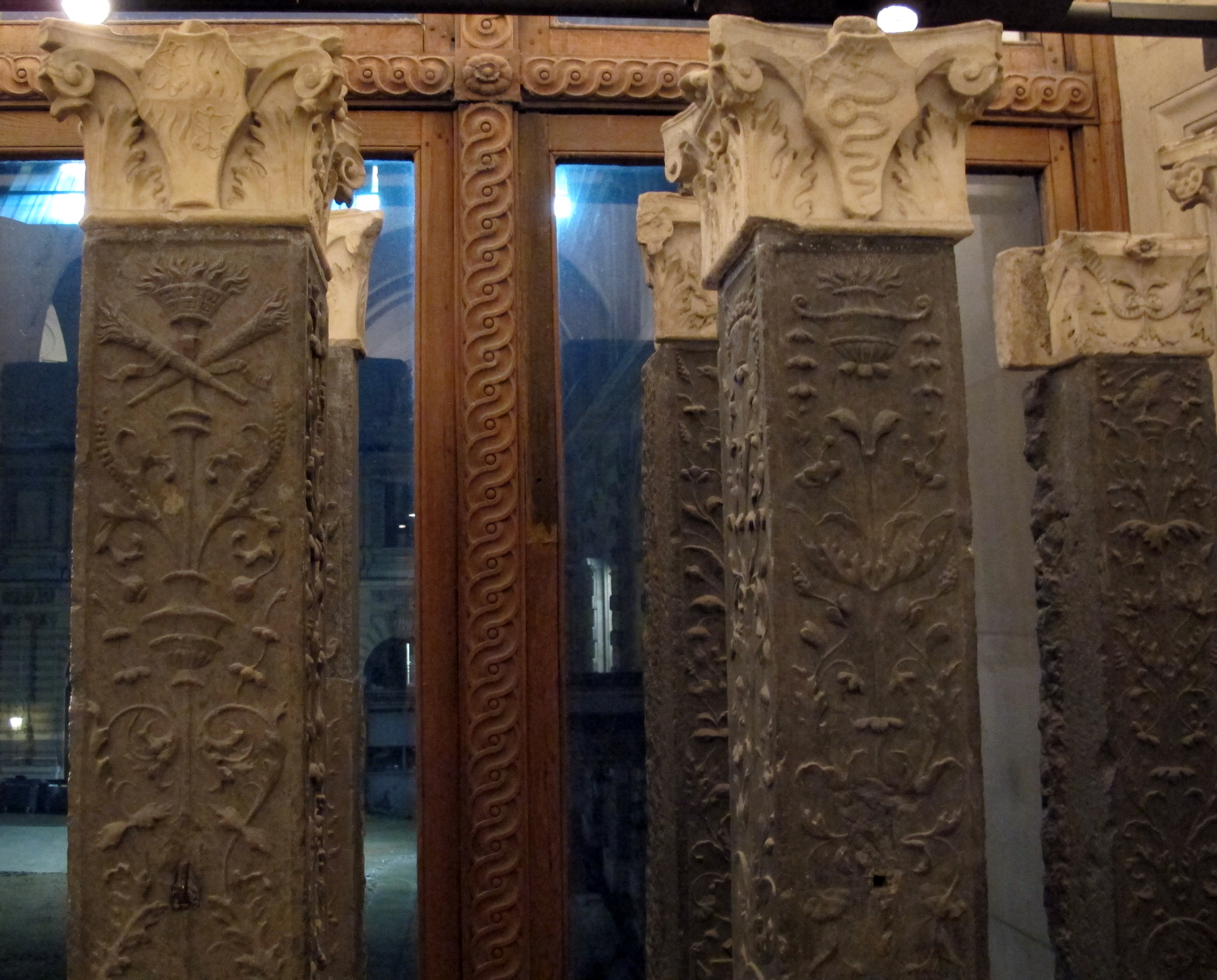
Tommaso Cazzaniga, Pilastri da monumento a Pietro Francesco Visconti di Saliceto, 1484